# Toni Breidinger
Antoinette Marie Breidinger (* 14. Juli 1999 in Hillsborough, Kalifornien) ist eine US-amerikanische Automobilrennfahrerin. Sie tritt aktuell für Tricon Garage in der Craftsman Truck Series an. Sie trat ebenfalls in der ARCA Menards Series und der ARCA Menards Series East an.

## Karriere

### Anfänge
Breidinger sammelte ihre ersten Erfahrungen im Motorsport mit verschiedenen Kartrennen und stieg schnell in nationale Rennklassen auf. 2016 fuhr sie ihre ersten USAC-Rennen in der Midget-Car-Klasse, wobei sie direkt in ihrem Debütjahr die Meisterschaft gewinnen konnte. Im Folgejahr startete sie in einigen Late-Model-Rennen, zusammen mit Hailie Deegan.
Nachdem sie in verschiedenen Rennserien Erfahrung gesammelt hatte, kandidierte sie 2019 für die W Series. Sie war zwar Teil des engeren Auswahlkreises, bekam jedoch letztendlich keinen Sitz in der Rennserie. Sie fuhr stattdessen in der Saison 2019 weiterhin in verschiedenen Late-Model-Rennen und war dort Teil des Drivers Edge Development. Im Folgejahr startete sie in der Carolina Pro Late Model Series für DLP Motorsports, wobei sie mehrmals in die Top 10 fahren konnte.

### ARCA und NASCAR
Bereits 2018 fuhr sie ihre ersten Erfahrungen in der ARCA Menards Series für Venturini Motorsports, doch erst 2021 kehrte sie mit einem Vertrag als Teilzeitfahrerin in die Rennserie zurück. Sie fuhr dabei die ersten Rennen für Young's Motorsports und sollte im selben Jahr auch ihr Debüt in der Camping World Truck Series für das Team geben. Dieses kam allerdings nicht zustande da sie zu Saisonmitte zu Venturini Motorsports wechselte und den Rest der Saison für das Team bestritt. Ihr gelangen dabei zwei Top-10-Platzierungen.

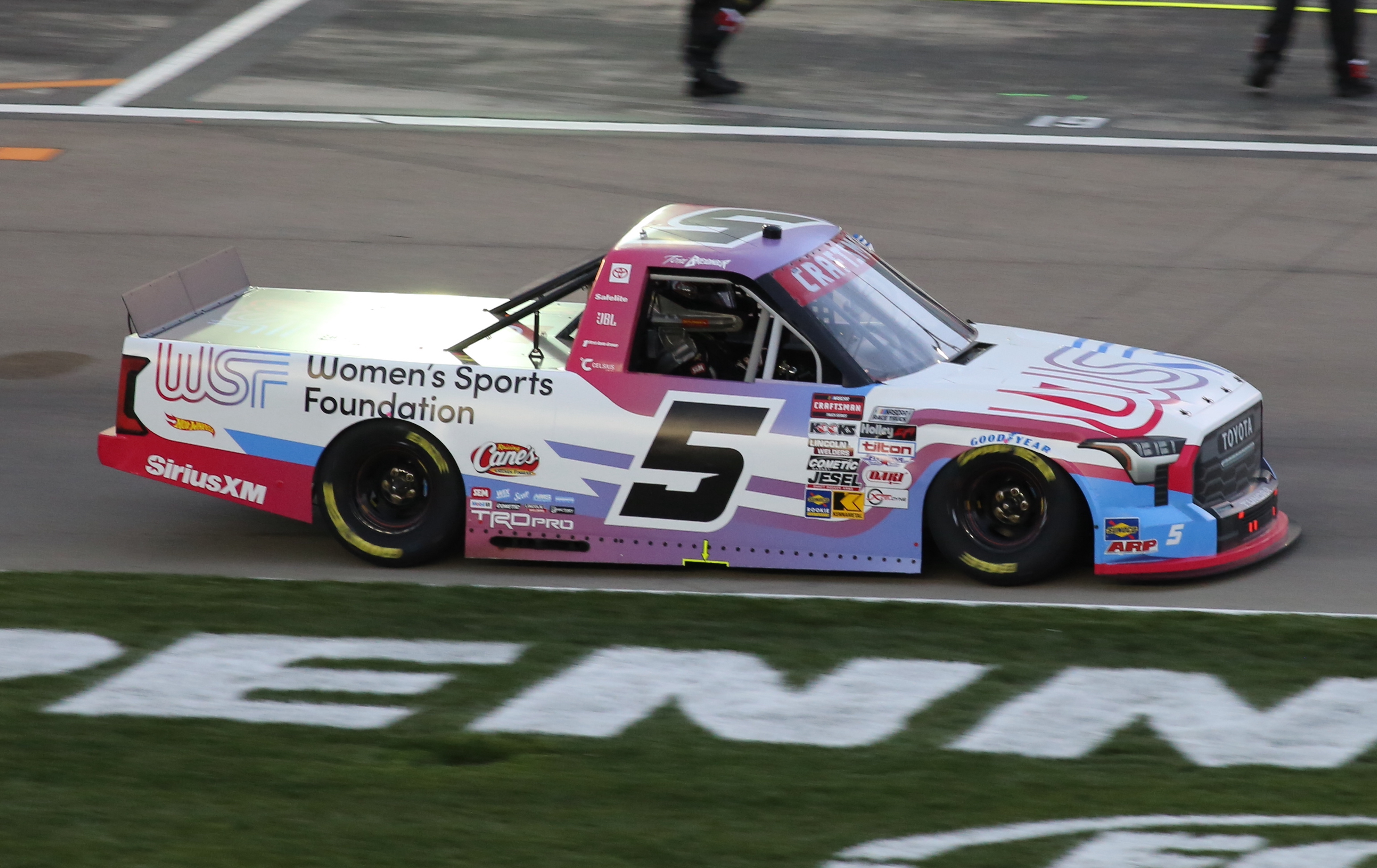
Breidinger in der #5, 2025.

Ihre erste volle Saison in der ARCA Menards Series bestritt sie 2022 in der #25 für Venturini, wobei sie diese, auch dank einem Podium in Kansas, auf dem 6. Platz in der Fahrerwertung beendete. Sie trat ebenfalls in der ARCA Menards Series East und der ARCA Menards Series West an, konnte dort allerdings kein besseres Resultat als einen 11. Platz in Iowa erzielen. Im selben Jahr kam auch ihr Debüt in der Camping World Truck Series zustande, wobei sie für Tricon Garage in drei Rennen startete.
2024 trat sie erneut vollzeit in der ARCA Menards Series an und konnte ihre Platzierung in der Fahrerwertung auf den 4. Platz verbessern. Im Saisonverlauf gelangen ihr dabei ganze elf Top-10-Platzierungen. In der Camping World Truck Series trat sie beim Saisonauftakt in Daytona an und beendete das Rennen auf Platz 27.
Zur Saison 2025 tritt sie vollzeit in der Truck Series für Tricon Garage an.

## Persönliches
Breidinger ist deutscher und libanesischer Herkunft. Ihre Zwillingsschwester Annie war ebenfalls in Kartrennen und der USAC aktiv.
Neben dem Rennsport ist sie ebenfalls als Model aktiv und arbeitete unter anderem für Victoria’s Secret.